# On Parole
On Parole (En libertad condicional) es el cuarto álbum de la banda británica de rock, Motörhead, grabado en 1975, el disco no se lanzó al mercado hasta 1979, después de que la banda consiguiera algo de popularidad.

## Historia
Este es el único álbum de la formación original de Lemmy (bajo y voz), Larry Wallis (guitarra y voz), y Lucas Fox (batería). Durante las sesiones de grabación, el productor Dave Edmunds fue sustituido por Fritz Fryer. A continuación, el batería Fox fue sustituido por Phil "Philthy Animal" Taylor, un conocido de Lemmy. Taylor volvió a grabar todas las piezas de batería a excepción de la canción "Lost Johnny", ya que fue detenido por escándalo público y ya no dio tiempo a grabarlo.
De las pistas, tres ("Motorhead", "The Watcher" y "Lost Johnny") son grabaciones de canciones de la anterior banda de Lemmy, Hawkwind, "City Kids"  es una canción que Wallis coescribió y grabó con anterioridad con la banda Pink Fairies, "Leaving Here" era una versión de una canción de Holland/Dozier/Holland Motown. "On Parole" fue grabado y lanzado al mercado por Larry Wallis (con Eddie and the Hot Rods) como cara B del sencillo "Police Car" en 1977, después de la grabación de este álbum, pero antes de su lanzamiento.
En un primer momento la discográfica United Artists no estaba convencida del potencial comercial del álbum, simplemente archivándolo y dando excusas para retrasar su salida al mercado. Después de que la banda tuviera algo de éxito con los álbumes Overkill y Bomber, United Artist decidió, aún en contra de la voluntad de la banda, editarlo a finales de 1979.

## Lista de canciones

### Cara A
1. "Motorhead" (Lemmy Kilmister) – 2:57
2. "On Parole" (Larry Wallis) – 5:38
3. "Vibrator" (Wallis, Des Brown) – 2:53
4. "Iron Horse/Born to Lose" (Phil Taylor, Mick Brown, Guy "Tramp" Lawrence) – 5:17

### Cara B
1. "City Kids" (Wallis, Duncan Sanderson) – 3:43
2. "Fools" (Wallis, D.Brown) – 5:35
3. "The Watcher" (Kilmister) – 4:50
4. "Leaving Here" (Lamont Dozier, Brian Holland, Edward Holland) – 2:56
5. "Lost Johnny" (Kilmister, Mick Farren) – 3:31

### CD Pistas adicionales
1. "On Parole" (Wallis) [mezcla alternativa] – 6:58
2. "City Kids" (Wallis, Sanderson) [mezcla alternativa]  – 3:48
3. "Motorhead" (Kilmister) [mezcla alternativa] – 2:48
4. "Leaving Here" (Holland, Dozier, Holland) [mezcla alternativa] – 3:01

## Personal
- Lemmy (Ian Kilmister) – bajo, voz, coros
- Larry Wallis – guitarra, voz ("Vibrator", "Fools"), coros
- Phil "Philthy Animal" Taylor – batería
- Lucas Fox – batería en "Lost Johnny"